# Engine (álbum de American Music Club)
Engine es el segundo álbum de estudio de American Music Club. Fue lanzado en conjunto por Frontier y Grifter en Estados Unidos y por Zippo en el Reino Unido y Europa en 1987. Se lanzó una reedición en 1998 de parte de Warner Bros. Records, la cual contiene 3 pistas adicionales del mismo periodo. La contratapa de la edición de Zippo en Reino Unido contiene errores en la lista de canciones, ordenándolas en el orden incorrecto.

## Lista de canciones
Todas las canciones fueron escritas por Mark Eitzel excepto donde se marca.
1. "Big Night"
2. "Outside This Bar"
3. "At My Mercy"
4. "Gary's Song"
5. "Nightwatchman"
6. "Clouds"
7. "Electric Light" (Eitzel, Mooney)
8. "Mom's TV"
9. "Art of Love" (Eitzel, Pearson, Vudi, Norelli)
10. "Asleep"
11. "This Year"
12. "Away Down My Street" (Live at the Hotel Utah)
13. "Art of Love" (Rock 'n Roll Version) (Eitzel, Pearson, Vudi, Norelli)
14. "Shut Down" (Live at the Hotel Utah)

Las pistas 12, 13 y 14 solo aparecen en la reedición de 1998 de Warner Bros. Records. "Art of Love (Goof-Rock Version)" aparece como pista extra al finalizar el lado A, en la edición de casete de 1987 de Frontier/Grifter.